# Benthopecten spinuliger
Benthopecten spinuliger är en sjöstjärneart som först beskrevs av Ludwig 1905.  Benthopecten spinuliger ingår i släktet Benthopecten och familjen nålsjöstjärnor. Inga underarter finns listade i Catalogue of Life.